# Jan Christiaan Smuts
Jan Christiaan Smuts marsall (Malmesbury, 1870. május 24. – Irene, Dél-Afrika, 1950. szeptember 11.) jelentős dél-afrikai és nemzetközösségi államférfi, katonai vezető és filozófus.
Számos egyéb kormányzati megbízatás mellett 1919 és 1924, majd 1939 és 1948 között a Dél-Afrikai Unió miniszterelnöke volt. Az első és a második világháborúban is az Egyesült Királyság marsalljaként (angolul field marshall) teljesített szolgálatot.

## Élete
1870. május 24-kén született Malmesburyben. A második búr háború idején (1899–1902) a transvaali Dél-Afrikai Köztársaság kommandóit vezette. Az első világháborúban a dél-afrikai hadsereg élén elfoglalta a Német Birodalomtól Német Délnyugat-Afrikát és brit sereget vezetett Német Kelet-Afrikába. 1917 és 1919 között az öttagú brit hadikabinet tagja volt és részt vett a Brit Királyi Légierő (Royal Air Force) létrehozásában. 1919 és 1924 között töltötte be a miniszterelnöki széket, majd Barry Hertzog után 1939-ben újból megválasztották. 1941-ben el nyerte a brit field marshall rangot és rész vett Winston Churchill birodalmi hadikabinetjében. Smuts volt az egyetlen, akinek aláírása az első és a második világháborút lezáró békeszerződéseken is szerepelt.
Miniszterelnökként ellenezte azon afrikánerek törekvéseit, akiknek nyomására Dél-Afrika a két világháború közt de facto apartheid rendszert tartott fenn. A második világháború után részt vett a faji szegregáció eltörlését sürgető Fagan Bizottság létrehozásában. 1948-ban azonban elvesztette a választásokat, mielőtt a bizottság javaslatait életbe léptethette volna, és 1950-ben, amikor de iure is bevezették az apartheidet, meghalt.
Egyik legnagyobb nemzetközi szintű eredménye a Népszövetség tető alá hozása, ami a Smuts által lefektetett elvek alapján jött létre és működött. Később, miután a Népszövetség felbomlott, sürgette az új, a béke megőrzése felett őrködő nemzetközi szervezet, az Egyesült Nemzetek Szervezete (ENSZ) létrehozását. Smuts írta az ENSZ alapokmányának preambulumát – és az egyetlen személy lett, aki az ENSZ és a Népszövetség alapokmányait is aláírta. Törekvései hozzájárultak ahhoz, hogy az Egyesült Királyság és gyarmatai újrafogalmazták viszonyukat és modern formájában létrejöjjön Nemzetközösségük.
2004-ben a South African Broadcasting Corporation szavazásán minden idők tíz legnagyobb dél-afrikai személyisége közé választották.

## Szerepe a trianoni békeszerződés előkészítésében
Smuts 1917-től több mint két évet töltött Európában. Sokat utazott, többször szemlézte a kontinensen tartózkodó dél-afrikai katonai alakulatokat, ideje jelentős részét pedig a béketárgyalásokra való felkészüléssel töltötte, amelyen mint a Brit Birodalom tagállamának (Dél-afrikai Unió) képviselője vett részt. Sok időt töltött Londonban, ahol több ízben szólalt fel mind az alsó- (House of Commons), mind a felsőházban (House of Lords).
1919 áprilisában Lloyd George miniszterelnök megbízásából hivatalos delegáció élén Budapestre látogatott, amely ekkor Kun Béla és a Tanácsköztársaság ellenőrzése alatt állt. Megjegyzendő, hogy ő volt az első dél-afrikai politikus aki magyar földre lépett. Kun Bélával nem szimpatizált, ám több megbeszélést is folytatott vele. Ezen tárgyalásokon Smuts a magyar-román demarkációs vonal elfogadására és tiszteletben tartására ösztönözte magyar tárgyalópartnereit, cserébe hajlandó lett volna kisebb engedmények kiharcolására ígéretet tenni, ám a kétnapos megbeszélésen nem született eredmény.
A háború utáni rendezést Smuts Wilson amerikai elnökhöz hasonlóan képzelte el, nem támogatta a vesztes államokat sújtó szigorú büntetést. Többször szólalt fel a vesztes Németország és a Monarchia ügyében, ám érvei minduntalan süket fülekre találtak. Véleményét és állhatatosságát jól jelzi, hogy a (németekkel kötendő) versailles-i békeszerződés aláírását megtagadta s csupán Botha dél-afrikai elnök kifejezett utasítására szignálta a dokumentumot. Smuts a tárgyalásokat követően hazautazott, és soha nem tért vissza Európába.